# Küferbach (Dornbirn)
Der Küferbach, im oberen Verlauf Mühlebach (teilweise auch Tobelbach oder Sepplerbach) genannt, ist ein Fließgewässer, das in der Nähe der Alpe Kühberg, an der Nordflanke des Staufen (Gemeinde Dornbirn, Quelle etwa bei 904 m ü. A.), entspringt und über das Mühlebachtobel zum Fallbach fließt.

## Quelle, Verlauf Mündung, Geologie, Geographie
Der Küferbach beginnt bei Gewässerkilometer (GwKm) 2,97 und fließt in einem großen Bogen nach Norden, zwischen Bürgle und Karren, durch das Mühlebachtobel etwa von Südosten nach Südwesten.
Der Küferbach zeigt keine wesentlichen Gefälle, Auswaschungen oder Wasserfälle und ist bezüglich der Wassermenge stark von den zuvor stattgefundenen Niederschlägen abhängig und bei längeren Trockenperioden stark ausgedünnt.

### Zuflüsse
Der Küferbach hat nur wenige unbedeutende Zuflüsse. Diese sind (vom Ursprung gesehen) im oberen Bereich bis zur Mündung bei Flusskilometer:
- 2,59 ein unbenannter Quellzufluss, R,
- 2,44 ein unbenannter Quellzufluss, R,
- 0,365 den Zieglerbach, R,
- 0,14 den Hohlkenerbach, L

Der Küferbach mündet bei Flusskilometer 0,00 unscheinbar (bei 427 m ü. A.) im Bereich der Flur Äuele (hinter der Fa. Graf, In Steinen 5) in den Fallbach (bei Flusskilometer 1,85).
Nach den letzten Eiszeiten hat der Küferbach erhebliche Mengen an Geschiebe mitgeführt und große Schwemmkegel aufgeschüttet, auf welchen heute die Ortsteile Mühlebach und Bachmähdle stehen.
Der Küferbach fließt zur Gänze durch die Gemeinde Dornbirn.

## Hochwasserschutz
Im Februar 2016 begannen die Arbeiten zur Verbesserung des Hochwasserschutzes am Küferbach (Sägewerk Mühlebach bis Volksschule Wallenmahd). Es werden rund EURO 1,5 Millionen investiert. Dazu werden Dämme saniert und teilweise erhöht und das Bachbett aufgeweitet.

## Wirtschaftliche Nutzung
Der Mühlebach bzw. Küferbach wurde früher wirtschaftlich genutzt, worauf bereits die Namensgebung „Mühle“bach bzw. „Küfer“bach hinweisen. Beim Haus Haslachgasse 9 soll schon über 220 Jahren die Wasserkraft für die Küferei genutzt worden sein. Bis in die 1950er Jahre stand im Mühlebach noch ein Wasserrad, mit welchem die Wasserkraft des Mühlebachs genutzt wurde (Seppler-Mühle – Getreidemühle).